# (938) Хлосинда
(938) Хлосинда (лат. Chlosinde) — астероид главного пояса астероидов, принадлежащий к спектральному классу С. Астероид был открыт 9 сентября 1920 года немецким астрономом Карлом Рейнмутом в обсерватории Хайдельберг-Кёнигштуль, Германия. Астероид был назван женским именем, взятым из немецкого ежегодного календаря Lahrer hinkender Bote, и никак не связанным с современниками Рейнмута. Давать имена астероидам без привязки к конкретному человеку было обычной практикой астронома.

## Орбита
Орбита астероида лежит в главном поясе астероидов, достаточно сильно вытянута и имеет небольшой наклон к плоскости эклиптики. Параметры большой полуоси 3,148 а. е. эксцентриситета 0,19 и наклона относительно эклиптики 2,66° схожи с параметрами орбит крупного семейства астероидов Фемиды. Хлосинда достаточно крупный представитель данного семейства.